# Васильєв Олександр Ігорович
Олександр Ігорович Васильєв (рос. Александр Игоревич Васильев; 16 травня 1989, м. Електросталь, СРСР) — російський хокеїст, правий нападник. Виступає за «Донбас» (Донецьк) у Вищій хокейній лізі. 
Виступав за «Нафтовик» (Леніногорськ), «Витязь» (Чехов), «Російські Витязі» (Чехов), «Атлант» (Митищі), «Митищінські Атланти», ХК «Рязань», «Металург» (Новокузнецьк), «Єрмак» (Ангарськ). 